# Myrmothera simplex
Pita-formigueira-dos-tepuis ou torom-de-peito-pardo (Myrmothera simplex) é uma espécie de ave da família Formicariidae.
Pode ser encontrada nos seguintes países: Brasil, Guiana e Venezuela.
Os seus habitats naturais são: regiões subtropicais ou tropicais húmidas de alta altitude.